# Adam Polak (rajdowiec)
Adam Polak (ur. 24 kwietnia 1952 roku w Warszawie) – polski kierowca wyścigowy, rajdowy, rallycrossowy i off-roadowy. Podróżnik.
Wykształcenie: Politechnika Warszawska, Wydział: Samochody i Maszyny Robocze. Dyplom: inżynier mechanik.
Jest ojcem Marty i Roberta, syn również jest kierowcą sportowym, zdobywcą tytułów w Mistrzostwach Polski.

## Kariera
W latach 1974–1983 kierowca doświadczalny Działu Sportu Ośrodka Badawczo-Rozwojowego Fabryki Samochodów Osobowych, kierowca sportowy Polskiego Fiata oraz Poloneza. Startował w Mistrzostwach Polski, Mistrzostwach KDL, wybranych imprezach zaliczanych do Mistrzostw Europy oraz Mistrzostw Świata.
W swoim dorobku posiada 16 tytułów Mistrza Polski i Wicemistrza Polski w wyścigach płaskich, rajdach samochodów turystycznych i rallycrossie. Wielokrotnie startował w europejskich wyścigowych rozgrywkach pucharowych i rajdach samochodowych.
Startował samochodami P. Fiat 125p 1300 i 1500, P. Fiat 1800 Akropolis i Monte Carlo, FSO Polonez 1500 i 2000, Stratopolonez, P. Fiat 3200 prototyp, Łada 1300, Fiat Cinquecento, Ford Fiesta, Renault Mégane, Toyota Celica.
Brał udział w rajdach samochodów terenowych plasując się w czołówce polskich zawodników rajdów ekstremalnych.
W latach 2011–2012 startuje P. Fiatem 125p Monte Carlo w rajdach historycznych. Uczestnik Rajdu Monte Carlo Historique 2012.

## Odznaczenia
Za sportowe osiągnięcia został odznaczony narodowym tytułem Mistrza Sportu.

## Podróże
Był uczestnikiem Rajdu Transsyberia, Silk Road Rally, Tien Shan Expedition  i wielu wypraw do Afryki, Azji i Ameryki Południowej.